# 25322 Rebeccajean
25322 Rebeccajean (tên chỉ định: 1999 FM28) là một tiểu hành tinh vành đai chính. Nó được phát hiện bởi dự án Nghiên cứu tiểu hành tinh gần Trái Đất Lincoln ở Socorro, New Mexico, ngày 19 tháng 3 năm 1999. Nó được đặt theo tên Rebecca Jean Smouse, an American student và finalist in the 2008 Society for Science & the Public middle school science competition.